# Joux
Joux ist eine französische Gemeinde mit 753 Einwohnern (Stand: 1. Januar 2022) im Département Rhône in der Region Auvergne-Rhône-Alpes. Sie gehört zum Arrondissement Villefranche-sur-Saône und zum Kanton Tarare. Die Einwohner werden Jouxiens genannt.

## Geographie
Joux liegt etwa 33 Kilometer westnordwestlich von Lyon im Weinbaugebiet Bourgogne. Der Turdine durchquert die Gemeinde und entspringt im Nordwesten. Umgeben wird Joux von den Nachbargemeinden Les Sauvages im Norden, Tarare im Osten, Saint-Marcel-l’Éclairé im Südosten, Violay im Süden und Südwesten, Saint-Cyr-de-Valorges im Westen sowie Machézal im Nordwesten.
Am Südrand der Gemeinde führt die Autoroute A89 entlang.

## Bevölkerungsentwicklung
| Jahr                       | 1962 | 1968 | 1975 | 1982 | 1990 | 1999 | 2006 | 2013 |
| Einwohner                  | 492  | 434  | 376  | 456  | 512  | 605  | 653  | 657  |
| Quellen: Cassini und INSEE |      |      |      |      |      |      |      |      |

## Sehenswürdigkeiten
- Himmelfahrt-Kirche (Église de l’Assomption)
- Kapelle La Salette
- Schloss Joux, als Burganlage um 1273 erbaut, mehrfach beschädigt, heutiges Gebäude im Wesentlichen aus dem 17. Jahrhundert
- Stauwehr des Turdine

## Weblinks

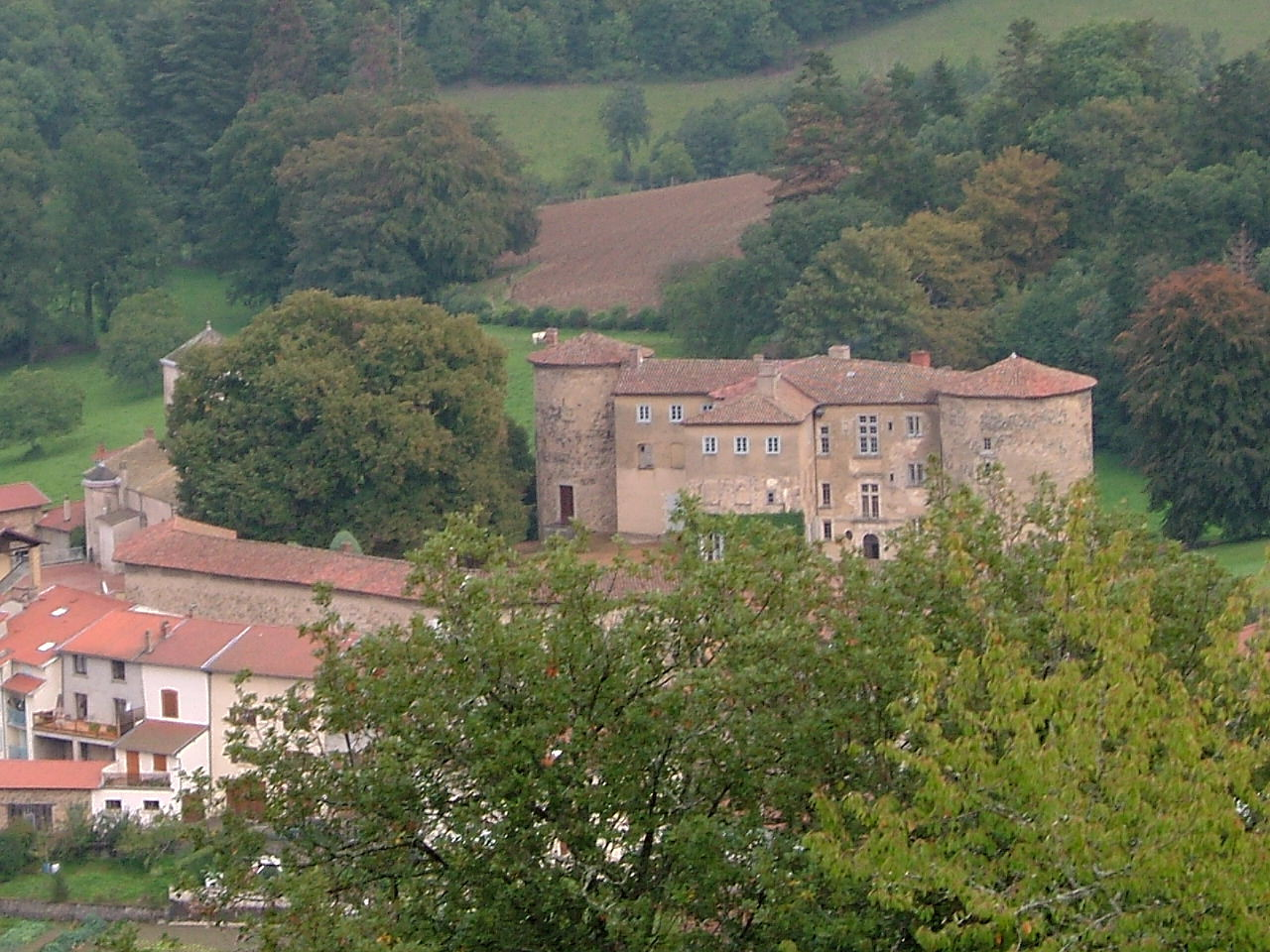
Schloss Joux